# رودني هيل
رودني هيل (بالإنجليزية: Rodney Hill)‏ (و. 1921 – 2011 م) هو رياضياتي، وخبير بالمعادن من المملكة المتحدة، والمملكة المتحدة لبريطانيا العظمى وأيرلندا، ولد في يوركشاير، كان عضوًا في الجمعية الملكية، توفي عن عمر يناهز 90 عاماً.

## التعليم
تعلم في كلية غنفيل وكيوس
.

## جوائز
حصل على جوائز منها:
- قلادة ملكية (1993)
- زميل في الجمعية الملكية